# Prathima Devi
Prathima Devi, född 9 april 1933, död 6 april 2021 var en indisk skådespelare känd för sitt deltagande i filmer på språket kannada. Devi gjorde sin debut genom filmen Krishnaleela från 1947. Hon spelade huvudrollen i Jaganmohini (1951), den första kannadafilm som blev en ekonomisk succé. Hon var sedan med i över 60 filmer.

## Biografi
Devi föddes som Mohini den 9 april 1933 i Kalladka, en stad i den tidigare södra regionen Kanara i (i nuvarande Karnataka), av Upendra Shenoy och Saraswatibai, som det sista av deras fyra barn. Devi förlorade sin far när hon var fyra eller fem år gammal; familjen flyttade till Mangalore, sedan till Ahmedabad, där hennes svåger drev ett textilföretag, innan hon bosatte sig i Udupi. Det var här som Devi fastnade för att titta på film, med M. S. Subbulakshmi som Naradar i den tamilska filmen Savithiri från 1941 som påverkade henne djupt när det gällde en karriär inom skådespeleriet.
Devi började vara med i teater vid 11 års ålder innan hon fick vara med i filmer som Krishnaleela (1947).  Det var då hon träffade den blivande maken D. Shankar Singh. Hon hade sedan en roll i filmen Jaganmohini (1951), som blev den första kannadafilmen som gick 100 timmar på biograferna. Hennes Dallali (1952) tillsammans med Makeup Subbanna var en annan stor framgång. De flesta filmer hon medverkade i var producerade av hennes man med filmbolaget Mahatma Films.
Devi hade fyra barn: sonen Rajendra Singh Babu är filmregissör, Sangram Singh och Jairaj Singh och dottern Vijayalakshmi Singh, skådespelerska och producent. Devi dog den 6 april 2021 i sin bostad i Saraswatipura, Mysore, 88 år gammal.

## Filmografi
- Krishnaleela (1947)...Gopi
- Shiva Parvathi (1950)
- Jaganmohini (1951)
- Sri Srinivasa Kalyana (1952)
- Dallali (1952)
- Chanchala Kumari (1953)
- Muttidella Chinna (1954)
- Madiddunnu Maharaya (1954)
- Shivasharane Nambekka (1955)
- Prabhulinga Leele (1957)
- Mangala Sutra (1959)
- Shivalinga Sakshi (1960)
- Raja Satyavrata (1961)
- Bhakta Chetha (1961)...Gowri
- Sri Dharmasthala Mahathme (1962)
- Paalige Bandadde Panchamrutha (1963)
- Pathala Mohini (1965)
- Nagarahavu (1972)
- Nagakanye (1975)
- Narada Vijaya (1980)
- Bhaari Bharjari Bete (1981)
- Dharani Mandala Madhyadolage (1983)
- Rama Shama Bhama (2005)